# Oliarus brunnistigmata
Oliarus brunnistigmata är en insektsart som beskrevs av Van Stalle 1987. Oliarus brunnistigmata ingår i släktet Oliarus och familjen kilstritar. Inga underarter finns listade i Catalogue of Life.